# Индепенденс (Орегон)
Индепенденс (англ. Independence) — город, расположенный в округе Полк штата Орегон, США, на западном берегу Уилламетта вдоль автомагистрали штата Орегон № 51. По данным переписи населения 2010 года в городе проживало 8 590 человек. Расположен к западу от Монмута, на высоте 51 м над уровнем моря. Входит в Сейлемский метрополитенский статистический ареал.

## История
Индепенденс был основан пионерами, мигрировавшими из Индепенденса, штат Миссури. Эльвин А. Торп прибыл в район Индепенденс в 1845 году и в июне того же года сделал заявку на территорию к северу от Эш-Крик. Он основал небольшой городок, который позже стал известен как «Город независимости Торпа», или «Настоящий город независимости», теперь известный как «Старый город» Индепенденса. Торп назвал этот город в честь своего родного Индепенденс в Миссури, который, в свою очередь, был так назван в честь Декларации независимости США.
В 1847 году Генри Хилл в поисках равнинного участка, на котором можно было бы разводить скот, обнаружил ровный участок на западном берегу Уилламетта и подал заявку на участок, который составлял 1 кв. милю (1,6 км²). В 1867 году, вернувшись с калифорнийских золотых приисков, Хилл распланировал 40 акров (160 000 м²) под город, который впоследствии стал называться городом независимости Генри Хилла. В 1885 году поселения Торпа и Генри Хилла были объединены в Индепенденс. Начальная школа Генри Хилла была названа в честь последнего.
Индепенденс процветал как пункт отгрузки, как по железной дороге, так и по воде, сельскохозяйственной продукции и пиломатериалов до 1950-х годов. В 1890—1940-е годы город был известен производством хмеля. С начала 1930-х до середины 1950-х годов здесь проводился фестиваль под названием «Фиеста хмеля». Когда производство хмеля начало снижаться в начале 1950-х годов, благополучие города пошатнулось.
Центр Индепенденс был обойдён крупными автострадами в 1960-х годах, но в этот период появилась альтернативная форма транспортировки, которая была обеспечена строительством Штатским аэропортом Индепенденс, открытым 14 августа 1964 года.

## География
По данным Бюро переписи населения США, общая площадь города составляет 7,3 км², из которых 7,07 км² составляет суша и 0,23 км² — водная поверхность.

## Население
Согласно переписи населения 2010 года в городе проживало 8 590 человек. Плотность населения 1 214,9 чел./км². Расовый состав города: 73,3 % — белые, 0,4 % — афроамериканцы, 1,8 % — коренные жители США, 1,2 % — азиаты, 0,2 % — выходцы с тихоокеанских островов, 19,1 % — представители других рас, 4,1 % — представители двух и более рас. Число испаноязычных жителей любых рас составило 35,3 %.
Население города по возрастному признаку распределилось таким образом: 30,5 % — жители моложе 18-ти лет, 13,9 % находились в возрасте от 18 до 24-х лет, 27,3 % находились в возрасте от 25 до 44-х лет, 19,5 % находились в возрасте от 45 до 64-х лет, 8,7 % — лица 65 лет и старше. Гендерный состав: 49,6 % — женщины и 50,4 % — мужчины.